# Eckerbaum bei Datterode
Der Eckerbaum bei Datterode ist eine rund 300 Jahre alte Rotbuche im nordhessischen Werra-Meißner-Kreis. Sie soll einst als Hutebaum gepflanzt worden sein. Die unteren, weit ausladenden Äste, die früher den Weidetieren Schatten und Schutz boten, wurden inzwischen entfernt. Seit dem Jahr 1953 ist der Baum ein geschütztes Naturdenkmal.

## Standort
Die Buche steht oberhalb des südlichen Ortsrands von Datterode, einem Ortsteil der Gemeinde Ringgau im Werra-Meißner-Kreis. Ihr Wuchsort liegt an dem Nordabfall des Hochplateaus des südlichen Ringgaus. Der Ringgau ist einer der westlichen Ausläufer der Muschelkalkplatten, die das Thüringer Becken umranden und sich vom Nordwesten Thüringens bis nach Hessen erstrecken. Die Werra trennte ihn einst von seinem ursprünglichen Gesteinsverband und schuf mit ihm einen Zeugenberg, der in seinem Zentrum durch einen tektonischen Grabenbruch zerschnitten wird. Die langgestreckte „Netra-Ifta-Talung“ teilt den Ringgau in einen nördlichen und einen südlichen Bereich. In der naturräumlichen Gliederung Deutschlands wird der Bereich, in dem der Baum wächst, dem Hosbach-Sontra-Bergland (357.90) zugeordnet. Es ist eine Teileinheit des Fulda-Werra-Berglands (357) in der Haupteinheitengruppe des Osthessischen Berglands. Die sich östlich anschließende Landschaft gehört zu der Teileinheit Netra-Ifta-Talung (483.42) im Naturraum der Nordwestlichen Randplatten des Thüringer Beckens (483). Der Ringgau liegt im „Geo-Naturpark Frau-Holle-Land“.

## Der Eckerbaum
Ihren Namen verdankt die Buche ihren Früchten, die sie wohl immer reichlich trug, vermutet der Kunsthistoriker und Fotograf Thomas Wiegand in seinem 1984 erschienenen Buch „Bäume aus dem Werraland“. Bucheckern waren früher als Schweinefutter sehr geschätzt und wurden auch zur Herstellung von Kaffeeersatz genutzt. In Notzeiten sind sie für die Ölmühlen gesammelt worden und das aus den Eckern gepresste Öl fand beim Kochen und als Lampenöl Verwendung.
Der Datteröder Heimathistoriker Karl Beck hat dem Baum das Gedicht „Die uralte Buche – unser Eckerbaum erzählt“ gewidmet, das auf einer im Jahr 2007 vom Heimatverein aufgestellten Tafel am Fuß des Eckerbaums zu lesen ist:
„Als Kolumbus Amerika fand,

hier schon meine Wiege stand.

Habe Könige und Kaiser geseh’n,

ganze Generationen vorüberzieh’n.

1637 haben Kroaten das Dorf niedergebrannt.

Napoleon ist Russen und Preußen davongerannt.

Viel Blut wurde unnötig vergossen,

an meinem Fuß am 3. April 1945 noch zwei Soldaten erschossen.

Mögen meine Zweige noch lange Schatten und Erholung spenden

und die Gedanken zu Frieden und Besinnlichkeit wenden.“

Raunt uns die uralte Buche, unser Eckerbaum, zu:

Ihr Menschenkinder, bewahrt den Frieden, haltet Ruh’!“
Die Altersangabe „Als Kolumbus Amerika fand...“ ist für Wiegand „zu hoch gegriffen“, da Buchen kaum älter als 350 Jahre werden. Außerdem sollen die beiden erwähnten Soldaten nicht direkt unter dem Eckerbaum getötet worden sein. Sie wurden kurz vor dem Ende des Zweiten Weltkriegs bei ihrer Flucht auf einer Wiese in der Nähe des Baums erschossen.

## Besucherhinweis
- Nahe dem Baum steht seit 1964 eine Schutzhütte, die im Rahmen von Verschönerungsmaßnahmen für den Wettbewerb „Unser Dorf soll schöner werden“ errichtet wurde.
- Ein örtlicher Rundwanderweg, der als „Lyrikwanderweg“ ein „inspirierender Weg für Spaziergänger, Wanderer und Liebhaber des Wortes“ sein soll, führt an dem Eckerbaum vorbei.